# Yojūrō Yasuda
Yojūrō Yasuda (保田 與重郎) (né le 15 avril 1910 et mort le 4 octobre 1981) est un critique littéraire japonais, membre fondateur du Mouvement romantique japonais (Nihon roman-ha), revue littéraire (1935-1938) animée par le courant du même nom.

## Biographie
Diplômé d’esthétique et d’histoire de l’art de l’université impériale de Tokyo, Yasuda est marqué pendant ses années de formation par la lecture de Schlegel et Hölderlin. Il en retire l’idée d’une possible révolution poétique du monde et commence à s’intéresser sous l’influence du romantisme allemand à l’art du Japon classique.
Séduit par le souffle des projets héroïques, il se prononce en faveur de la guerre et contribue à insuffler à travers ses écrits les idéaux de pureté, de bravoure désespérée et de sacrifice. 

## Œuvres principales
- 英雄と詩人 (Le héros et le poète), Jinbun shoin, 1936
- 日本の橋 (Les ponts du Japon), Shiba shoten, 1936
- 浪曼派的文芸批評 (Critiques littéraires romantiques), Jinbun shoin, 1939
- 民族的優越感 (Le sentiment de supériorité des peuples), Dōtōsha, 1941
- 萬葉集の精神 (L’esprit du Man-yōshū), Chikuma shobō, 1942
- 芭蕉 (Bashō), Shinchōsha, 1943